# Бачка лесна зараван
Бачка лесна зараван или Телечка лесна зараван је лесна зараван или лесни плато који се налази у северној Србији. Простире се у средишњем делу историјске жупаније Бач, односно северне Бачке у покрајини Војводини, између Суботице, Сомбора и Врбаса. Са запада, југа и истока је ограничена одсецима и падинама, док је на северу прекривена Суботичком пешчаром.

## Физичке и географске одлике
Бачка лесна зараван је благо заталасана, нагнута у правцу од севера према југу, тачније од северозапада према југоистоку. На појединим деловима ове заравни у историјској прошлости – пре много хиљаде година – дошло је до навејавања песка, па слој песка прелази и 10 m, а с обзиром и да је на северу прекривена Суботичком пешчаром, прелаз из једне целине у другу је постепен.
Рељефно ова зараван има изглед благо засвођене узвишице, настале акумулацијом леса преко седимената алувијалне лепезе. Апсолутне висине опадају од северозапада према југоистоку и износе 125 m код Суботице, 117 m код Бајмока, 114 m код Пачира, 109 m код Старе Моравице, 115 m код Телечке, 102–106 m у околини Бачке Тополе, 101 m код Бајше, 109 m северно од Сивца, 104–108 m у околини Црвенке, 103 m код Куле, 107 m код Малог Иђоша, 101 m код Фекетића, 92 m код Врбаса, 86 m код Србобрана, 106–109 m између Орома и Долине, 99 m код Оборњаче, 92 m код Хоргоша, 103 m код Велебита, 105 m изнад Сенћанског Трешњевца и 96 m код Горњег Брега.
Ободи лесне заравни су дисецирани флувијалном ерозијом, иако испресецање није изражено толико динамично као код Тителског брега. У поређењу са тим платоом, пошто су висинске разлике мање, овде не постоје велики сурдуци, али постоје специфичне долине у лесу – долови, који дају посебно обележје топографском изгледу овог простора. Ова разбијеност лесних одсека (удолинама и долцима) може се пратити од Станишића на западу па све до Врбаса на југу. Према истоку такође постоје велике удолине (долина Киреш, долина Чик, Калочка дол).
Зараван је сиромашна природним водотоковима, али ови су на граници између заравни и терасе формирали шире и дубоке плавине (најзначајнија је палеоплавина долине Криваје на граници лесне заравни и дилувијалне терасе између Бачке Тополе и Бечеја). 

## Теорија настанка
Лес се на овим просторима нагомилао током Леденог доба када су велике реке преносиле финозрни материјал настао глацијалном ерозијом и физичким разоравањем геолошких наслага, углавном у планинским пределима. Ношена ветром, ова лесна прашина је депонована формирајући дебеле наслаге леса, процес који је трајао хиљадама година.

## Значај
Проучавање геоморфологије лесних наслага је веома захвално јер је у њима записана целокупна фосилна историја, те научницима даје драгоцене информације о прошлости.
Лес је геоморфолошки седимент са фосилним наслагама уз помоћ којих је могућа реконструкција прилика које су владале током његовог акумулирања. Наслаге Бачког леса показују да се палеоеколошко (праисторијско) окружење овог простора мењало у распону од тундре до травнате и шумовите степе.
Снажна стопа акумулација лесне прашине и скоро непоремећена смена лесних и палеоземљишних хоризоната који се срећу у пресецима и одсецима наших лесних заравни представљају природни раритет у глобалном смислу и привлаче пажњу истраживача из целог света.